# Cédric Ragot
Cédric Ragot (Dieppe, 1º giugno 1973 – Parigi, 23 marzo 2015) è stato un designer francese.

## Biografia
Cédric Ragot nasce a Dieppe il 1º giugno 1973 e si diploma nel 1999 alla Ecole nationale supérieure de création industrielle.
Nel 2002 apre il proprio studio a Montreuil (Senna-Saint-Denis). Nel corso della sua carriera collabora con aziende quali Alcatel, Rosenthal, Roche Bobois e Paco Rabanne.
Il designer viene a mancare il 23 marzo 2015, all'età di 41 anni.

## Riconoscimenti
- Good Design Award per il vaso Fast di Rosenthal (2007)[2]
- Wallpaper* Design Award per il tavolino Majordome di Roche Bobois (2008)[2]
- Red Dot Design Award per i Flat Cables di LaCie (2008) e per il robot da cucina 3 Mix 5000 di Krups (2012)[2]
- Best Design FiFi Award per il flacone di profumo Invictus di Paco Rabanne (2014)[3]